# Zonitoschema okinawensis
Zonitoschema okinawensis là một loài bọ cánh cứng trong họ Meloidae. Loài này được Miwa miêu tả khoa học năm 1928.